# Z̈
Z̈ (minuskule z̈) je speciální znak latinky. Nazývá se Z s přehláskou. Vyskytuje se pouze v přepisu udmurtštiny do latinky, kde je za něj přepisován znak Ӟ, v latince se písmeno Z̈ jako takové nepoužívá. Čte se jako znělá alveopalatální afrikáta (d͡ʑ), což se vyslovuje přibližně jako dž. V Unicode je velké písmeno sekvence <U+005A, U+0308> a malé <U+007A, U+0308>.